# Adrien-Gustave-Thibaut Sanlot-Baguenault
Adrien-Gustave-Thibaut Sanlot-Baguenault (9 octobre 1782 à Paris - 26 avril 1854 à Paris) est un banquier et homme politique français.

## Biographie
Fils d'Étienne-René-Agnan Sanlot, maître des comptes et fermier général sous l'Ancien Régime, propriétaire du château du Plessis-Fortia, et de Rose Savalette de Langes, Adrien-Gustave-Thibaut Sanlot est élève à l'École polytechnique. 
En 1812, il devient conseiller référendaire à la Cour des comptes, mais en donne sa démission en 1815 pour être associé aux affaires de son beau-père, Charles Joseph Baguenault de Puchesse, et prend la direction de la Banque Baguenault à Paris.
Fondateur de la Société royale pour l'amélioration des prisons en 1819, il devient administrateur du bureau de charité du 3e arrondissement de Paris, membre du conseil de fabrique de la paroisse Notre-Dame-de-Bonne-Nouvelle de Paris et maire du 2e arrondissement de Paris en 1821, jusqu'en 1825. 
En 1822, il devient vice-président du collège du département de la Seine et président du collège électoral du 2e arrondissement l'année suivante.
Le 25 février 1824, il est élu député de la Seine face au banquier libéral Jacques Laffitte, jusqu'en 1827, où Laffitte est élu à son tour.
Il cofinance L'Aristarque français avec Gilles Lemoine des Mares, journal ultra-royaliste fondé par La Bourdonnaye. Il est également membre du comité de souscription pour l’achat du château de Chambord, destiné au duc de Bordeaux, et trésorier du comité d'exécution.
Ancien membre des Chevaliers de la Foi, il gère, après la Révolution de 1830, une partie des finances du parti légitimiste.
Il est le beau-père du comte Nicolas de Nugent, fondateur et rédacteur en chef du journal légitimiste Le Revenant.
Son beau-père avait acheté en 1797 l'hôtel de Lamballe (Passy),. Sous la Restauration, Adrien-Gustave-Thibaut Sanlot-Baguenault y donne des fêtes courues.

### Mariage et descendance
Il épouse à Paris le 14 octobre 1812 Gabrielle Baguenault (Paris, 5 avril 1795 - Paris 8e, 22 février 1876), fille de Charles Joseph Baguenault de Puchesse, banquier, et de Gabrielle Rousseau de Thelonne. Elle est la petite-fille de Charles Gabriel Jean Rousseau de Thelonne. Dont :
- Marie Sanlot-Baguenault (Paris, 27 juillet 1813 - Paris, 17 avril 1839), mariée à Paris le 29 août 1832 avec Nicolas, comte de Nugent (11 février 1806 - château des Mesnuls, 3 décembre 1881), dont postérité ;
- Gustave Sanlot-Baguenault (Paris, 22 juin 1816 - Saint Mards de Fresne, 23 janvier 1890), marié à Paris le 15 juillet 1839 avec Thérèse de Rély, sa cousine-germaine (1819-1863), dont postérité ;
- René Sanlot-Baguenault (Paris, 29 juin 1822 - Saint Denis sur Huisne, 9 novembre 1888), marié à Paris le 1er mai 1848 avec Alix de Rély (1825-1892), sa cousine germaine, dont postérité.

### Distinction
- Chevalier de la Légion d'honneur (1816)